# آدریان لوئیس
آدریان لوئیس (انگلیسی: Adrián Lois؛ زادهٔ ۱۲ فوریهٔ ۱۹۸۹) بازیکن فوتبال اهل اسپانیا است که در اتلتیکو ساگونتینو در پست هافبک بازی می‌کند.